# Arctopsyche reticulata
Arctopsyche reticulata är en nattsländeart som först beskrevs av Georg Ulmer 1915.  Arctopsyche reticulata ingår i släktet Arctopsyche och familjen ryssjenattsländor. Inga underarter finns listade i Catalogue of Life.